# Петър Атанасов Атанасов
Петър Атанасов Атанасов е български офицер, генерал-майор, участник в Балканските войни (1912 – 1913) и командир на дружина от 5-и пехотен дунавски полк през Първата световна война (1915 – 1918).

## Биография
Петър Атанасов е роден на 8 ноември 1880 г. в Търново. През 1901 г. завършва Военното на Негово Княжеско Височество училище и е произведен в чин подпоручик. От 1904 г. е поручик, а от 15 октомври 1908 г. – капитан. Взема участие в Балканската (1912 – 1913) и Междусъюзническата война (1913). Служи в 18-и пехотен етърски полк и 20-и пехотен добруджански полк.
По време на Първата световна война (1915 – 1918) е служи като командир на дружина от 5-и пехотен дунавски полк, като на 30 май 1916 е произведен в чин майор. „За отличия и заслуги през втория период на войната“ е награден с Орден „Св. Александър“, IV степен, с мечове в средата. На 30 май 1918 г. е произведен в чин подполковник.
Служи като интендант в щаба на жандармерията, интендант на 3-ти пехотен балкански полк и като командир на 27-и чепински пехотен полк. На 20 януари 1923 г. е произведен в чин полковник. През 1930 г. е уволнен от служба. Достига до звание генерал-майор.

### Семейство
Петър Атанасов е женен и има 1 дете.

## Военни звания
- Подпоручик (1901)
- Поручик (1904)
- Капитан (15 октомври 1908)
- Майор (30 май 1916)
- Подполковник (30 май 1918)
- Полковник (30 януари 1923)
- Генерал-майор (неизв.)

## Награди
- Орден „Св. Александър“, IV степен, с мечове в средата (1921)